# Akihiro Nishimura
Akihiro Nishimura (西村 昭宏, Nishimura Akihiro) est un footballeur japonais né le 8 août 1958 à Osaka au Japon.

## Biographie
Joueur du Yanmar Diesel, il est sélectionné à 49 reprises en équipe du Japon.
Il dirige l'équipe du Japon des moins de 20 ans lors de la Coupe du monde des moins de 20 ans 2001.

## Palmarès

### Joueur
- 49 sélections et 2 buts en équipe du Japon entre 1980 et 1988
- Finaliste de la Coupe du Japon en 1983 avec le Yanmar Diesel
- Vainqueur de la Coupe de la Ligue japonaise en 1983 et 1984 avec le Yanmar Diesel

### Entraîneur
- Finaliste de la Coupe du Japon en 2003 avec le Cerezo Osaka